# Nhuộm tóc

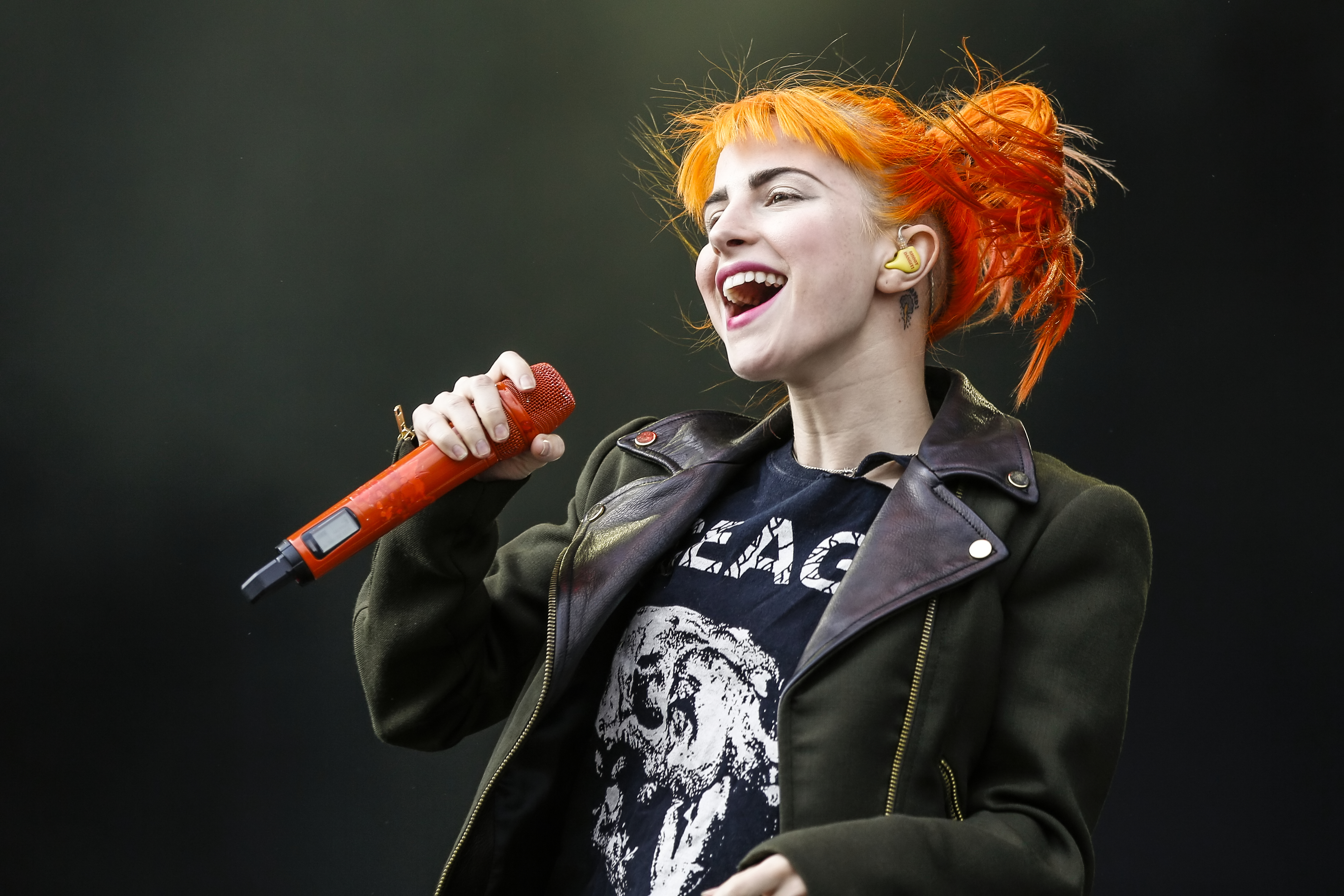
Ca sĩ Hayley Williams trình diễn với mái tóc nhuộm cam

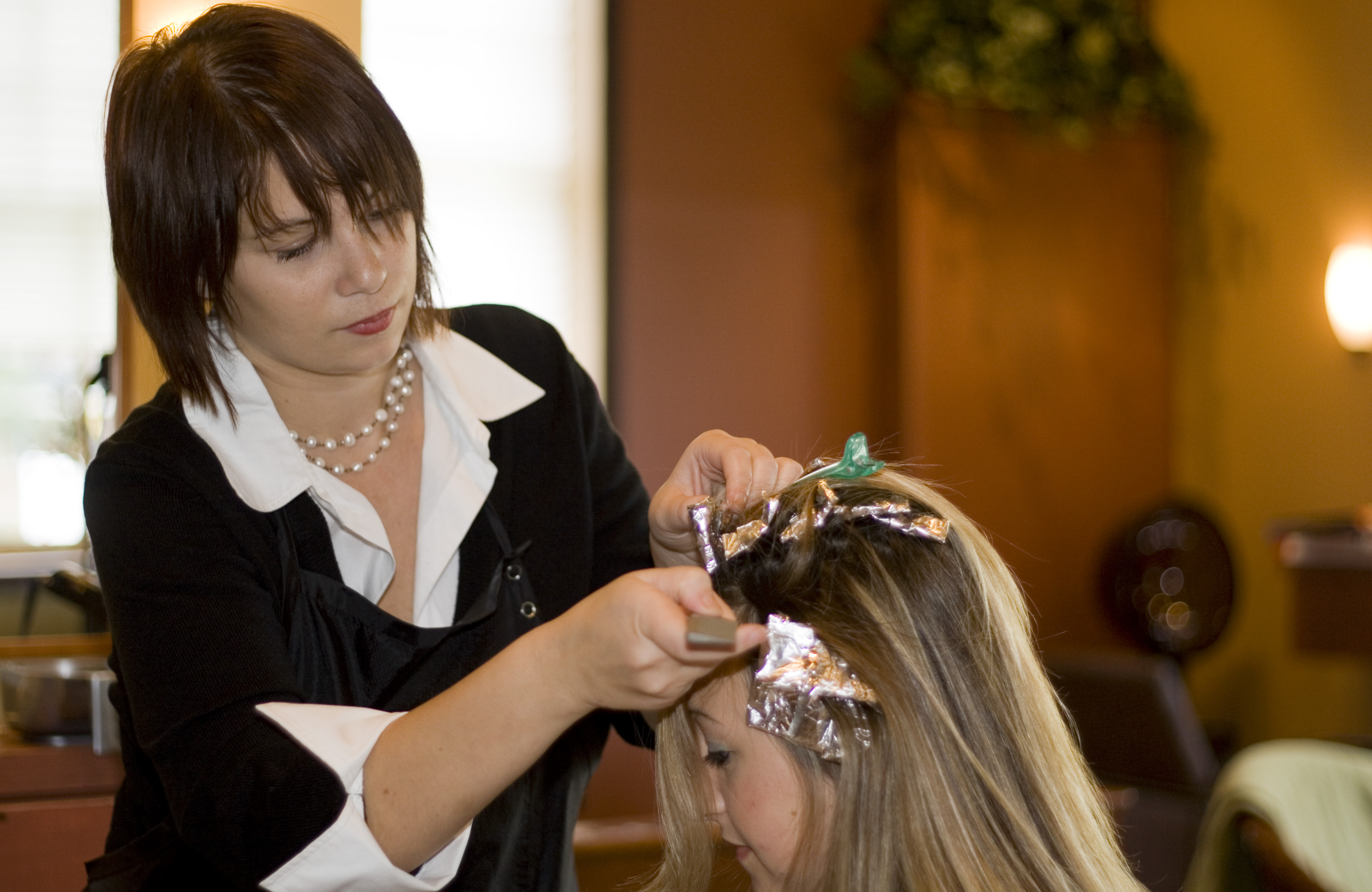
Một thợ làm tóc nhuộm tóc cho khách hàng

Nhuộm tóc hay tẩy tóc là hoạt động thực hiện thay đổi màu tóc. Mục đích chính là tạo một màu tóc mới để tạo ngoại hình mới và hợp thời trang hơn. 
Nhuộm tóc có thể được thợ làm tóc thực hiện thành thạo hoặc tự nhuộm ở nhà. Ngày nay, nhuộm tóc rất phổ biến, với hơn 75% phụ nữ Mỹ nhuộm tóc của họ. Nhuộm tóc tại nhà ở Hoa Kỳ đạt $1,9 tỷ trong năm 2011 và dự kiến sẽ tăng lên đến $2,2 tỷ vào năm 2016.
Những màu tóc thịnh hành nhất ngày nay có thể kể tên là bạch kim, nâu sữa, vàng kem, highlight bạch kim, ombre và nâu cinnamon.
Nhộm tóc mang lại vẻ đẹp và sự trẻ trung cho người nhuộm . Những ca sĩ hay diễn viên cũng thường hay nhuộm tóc.Tuy nhuộm tóc thay đổi màu sắc tóc khiến bạn trở nên đẹp hơn .nhưng đằng sau vẫn còn một số hậu quả nếu nhuộm và tẩy quá nhiều , khi nhuộm tóc cần phải chăm sóc tốt để chúng không bị hư tổn ,cần tìm một salon uy tín . vì thần phần của  thuốc nhuộm toàn là chất hóa học ví dụ :(thường là amoniac hoặc monoethanolamine) trong nền chất diện hoạt, và thành phần khác là dung dịch ổn định hydrogen peroxide (hình thành màu). , khiến tóc bị xơ , dễ rụng ( xuất hiện nốt đỏ , ngứa , khó chịu ,....)   